# NTTコミュニケーションズ シャイニングアークス東京ベイ浦安

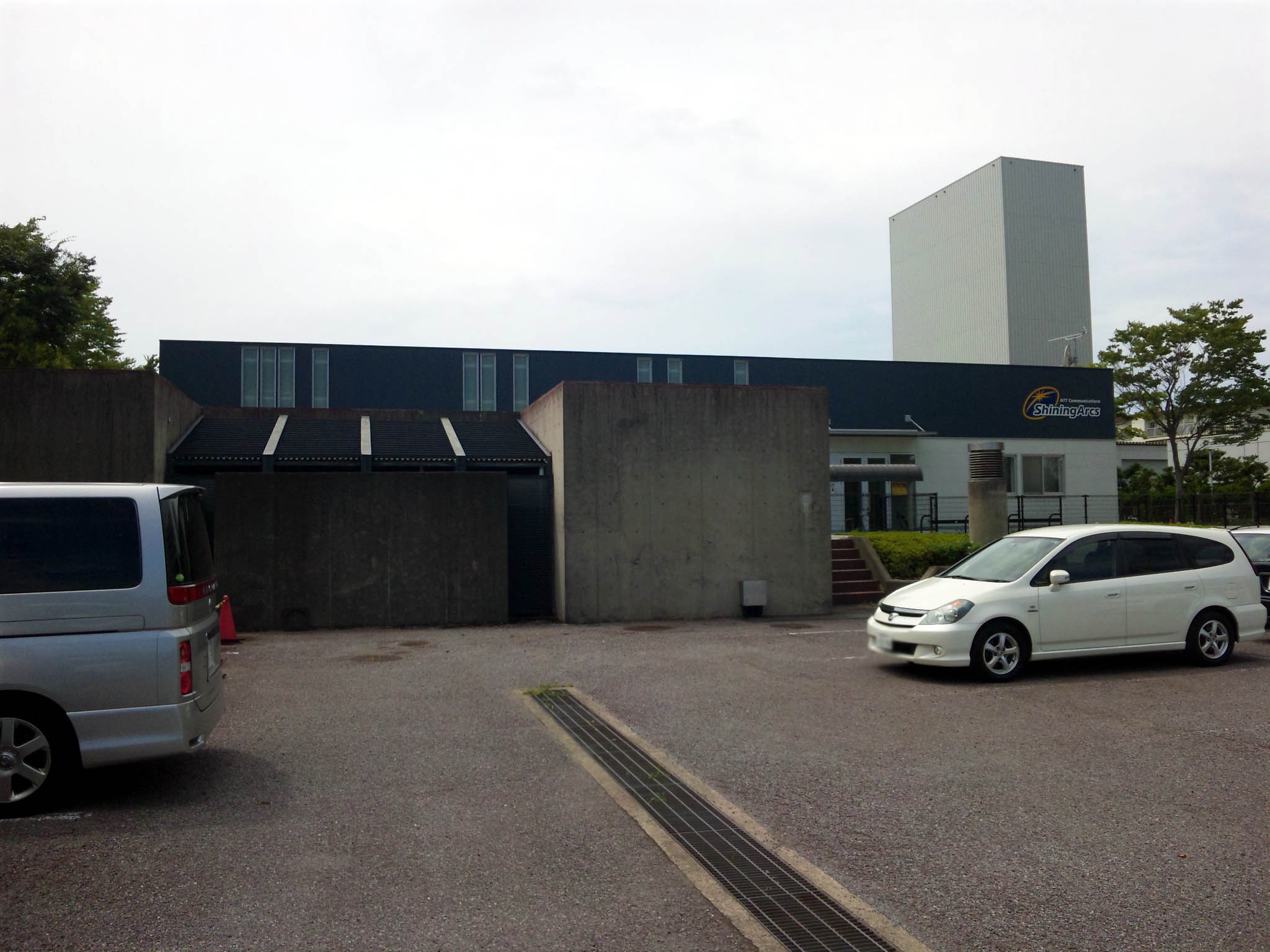
クラブハウス（千葉県市川市）

NTTコミュニケーションズ シャイニングアークス東京ベイ浦安（エヌティティコミュニケーションズ シャイニングアークスとうきょうベイうらやす、英: NTT Communications Shining Arcs Tokyo-Bay Urayasu）は、2022年6月30日までジャパンラグビーリーグワンに所属していたラグビーチームである。通称「シャイニングアークス東京ベイ浦安」。熱烈なファンは、シャイニーと呼ばれていた。

## 概要
NTTコミュニケーションズ シャイニングアークス東京ベイ浦安は、1976年に創部された電電公社東京支社（のちのNTT東京）ラグビー部を母体とする。
1999年のNTT再編により、NTT東京ラグビー部とNTT神奈川ラグビー部が統合し、NTT東日本ラグビー部が発足。
2007年7月1日にNTT東日本ラグビー部は、NTTコミュニケーションズラグビー部として活動を開始した。
2009年にトップイーストリーグを制覇し、翌2010年には、念願のトップリーグ初昇格を果たした。
2021年7月16日、新リーグジャパンラグビーリーグワンの1部リーグに振り分けされることになった。
- チームカラー：「ゴールデンイエロー」と「コバルトブルー」
- チームスローガン：All Out Complete PADS

リーグワンにおいて、千葉県浦安市、東京都江東区及び周辺地域をホストエリア、宮城県仙台市をセカンダリーホストエリアとした。
2022年3月16日、本年7月に同1部リーグのNTTドコモレッドハリケーンズ大阪とのチーム再編成を行うことを発表。浦安にチームの主要機能を集約させ、大阪は規模を縮小して活動する方向である。
時事通信によれば、この理由としては2022年1月に、これまでグローバル持株会社・持株会社NTT,Inc.（現・NTT DATA, Inc.） 傘下にあったNTTコムを、NTTドコモが子会社化したことで、関連企業が2チームを編成する状態を是正するためとしている。再編後の浦安チームは主にラグビー専従となる事実上のプロ・セミプロ契約者を中心にした構成とし、リーグワン優勝を目指すチームとして戦力強化をさらに進めていく方針を示している。
2022年6月30日をもってチーム活動を終了し15年の活動に幕を閉じた。
翌7月1日にNTT Sports Xが発足し、NTTの再編チームとしてスタートした。
同年7月26日に新チーム名が発表され、浦安D-Rocksとしてスタートすることが明かされた。

## ホームグラウンド
- アークス浦安パーク
- 住所: 千葉県浦安市高洲8丁目2-1
- 交通手段: JR京葉線 新浦安駅下車 徒歩38分（東京ベイシティ交通バス 高洲南線：19番系統「高洲海浜公園」行「浦安南高校・特養ホーム前」停留所下車）
- 公式戦主催試合（ホストマッチ）会場として江東区夢の島陸上競技場。なお2022年シーズンの初期日程発表の段階においては、千葉県内での主催試合は予定されていない。

## タイトル
最上位リーグ
なし
下位リーグ
- トップイーストリーグ - 優勝：1回（2009）

## 成績

### リーグ戦戦績
- 1999-2000 関東社会人リーグ1部 Bグループ 2位（6勝1敗）
- 2000-2001 関東社会人リーグ1部 Aグループ 4位（3勝3敗1分）
- 2001-2002 関東社会人リーグ1部 Bグループ 3位（4勝3敗）
- 2002-2003 関東社会人リーグ1部 Aグループ 3位（5勝2敗）、トップイースト10へ参入
- 2003-2004 トップイースト10 4位（6勝3敗）
- 2004-2005 トップイースト10 3位（6勝3敗）
- 2005-2006 トップイースト10 3位（6勝3敗）、トップチャレンジ2[注 2]：3位、トップリーグ入替戦：敗戦、トップイースト11[注 3]残留
- 2006-2007 トップイースト11 3位（8勝2敗）
- 2007-2008 トップイースト11 3位（8勝2敗）
- 2008-2009 トップイースト11 2位（8勝2敗）、トップチャレンジ2：2位、トップイースト11残留
- 2009-2010 トップイーストリーグ 優勝（11勝）、トップチャレンジ1：1位、トップリーグへ自動昇格
- 2010-2011 トップリーグ 12位（4勝9敗）、トップリーグ入替戦：勝利、トップリーグ残留
- 2011-2012 トップリーグ 9位（5勝7敗1分）
- 2012-2013 トップリーグ 9位（7勝6敗）
- 2013-2014 トップリーグ 13位（1stステージ：プールA5位 4勝3敗、2ndステージ：プールB5位 4勝3敗）、トップリーグ入替戦：勝利、トップリーグ残留
- 2014-2015 トップリーグ 8位（1stステージ：プールA4位 4勝3敗、2ndステージ：プールA8位 7敗）
- 2015-2016 トップリーグ 8位（リーグ戦：プールA4位 4勝3敗、順位決定トーナメント：上位グループ 1回戦敗退、5-8位決定予備戦 敗戦、7位決定戦 敗戦）
- 2016-2017 トップリーグ 5位（9勝6敗）
- 2017-2018 トップリーグ 9位（リーグ戦：レッドカンファレンス5位 6勝6敗1分、順位決定トーナメント：1回戦 勝利、9位決定戦 勝利）
- 2018-2019 トップリーグ 5位（リーグ戦：レッドカンファレンス4位 3勝4敗、順位決定トーナメント：1回戦 勝利、5位決定戦 勝利）トップリーグカップ 7位（プール戦：2位 2勝1敗、順位決定トーナメント：7位決定戦 勝利）
- 2019-2020 トップリーグカップ プール戦敗退（プール戦：2位 4勝1敗）、リーグ戦中止（中止時点での成績：4勝2敗）

## 2022年度スコッド
2022年度のスコッドは次の通り。太字は今年度からの新加入選手。
- 主将 金正奎 / 中島進護
- UTB: ユーティリティバックス (BKにおいて複数ポジションをこなせる選手[4])

| ポジション | 選手名                     | 出身校                   | 代表 キャップ |
| ---------- | -------------------------- | ------------------------ | ------------- |
| PR         | 上田竜太郎                 | 早稲田大                 |               |
| PR         | 庵奥翔太                   | 日本大                   |               |
| PR         | 三宮累                     | 中央大                   |               |
| PR         | 平井将太郎                 | 帝京大                   |               |
| PR         | 齊藤剣                     | 明治大                   |               |
| PR         | 竹内柊平                   | 九州共立大               |               |
| PR         | 柳川正秀                   | 日本体育大               |               |
| HO         | 三浦嶺                     | 成蹊大                   |               |
| HO         | セコナイア・ポール         | ウェズリーカレッジ       |               |
| HO         | 藤村琉士                   | 日本大                   |               |
| LO         | 金嶺志                     | 帝京大                   |               |
| LO         | 佐藤大樹                   | 慶應義塾大               |               |
| LO         | ジミー・トゥポウ           | プケコへ高校             |               |
| LO         | サム・ジェフリーズ         | セントジョセフ高         |               |
| LO         | ジェームス・ムーア         | ブリスベン州立高         | 10            |
| LO         | トンプソンルーク           | リンカーン大             | 71            |
| FL         | 金正奎                     | 早稲田大                 | 7             |
| FL         | 中島進護                   | 福岡工業大               |               |
| FL         | リアム・ギル               | ？                       | 15 （豪州）   |
| FL         | 松本健留                   | 帝京大                   |               |
| FL         | マッケンジーアレキサンダー | セントラル・ワシントン大 |               |
| No.8       | 坂和樹                     | 明治大                   |               |
| No.8       | ブロディ・マカスケル       | ？                       |               |

| ポジション | 選手名                 | 出身校                     | 代表 キャップ                   |
| ---------- | ---------------------- | -------------------------- | ------------------------------- |
| SH         | 西橋勇人               | 早稲田大                   |                                 |
| SH         | グレイグ・レイドロー   | Jedburgh Grammar School    | 76 （SCO）                      |
| SH         | 飯沼蓮                 | 明治大                     |                                 |
| SO         | 松尾将太郎             | 明治大                     |                                 |
| SO         | オテレ・ブラック       | ？                         | 12 （マオリ・オールブラックス） |
| WTB        | 石井魁                 | 東海大                     |                                 |
| WTB        | 石井勇輝               | 東洋大                     |                                 |
| WTB        | 松本純弥               | 明治大                     |                                 |
| CTB        | 石橋拓也               | 慶應義塾大                 | 4                               |
| CTB        | シェーン・ゲイツ       | ミューアカレッジボーイズ高 | 1                               |
| CTB        | 本郷泰司               | 帝京大                     |                                 |
| CTB        | トゥクフカ・トネ       | ？                         |                                 |
| FB         | 羽野一志               | 中央大                     |                                 |
| FB         | 安田卓平               | 同志社大                   | 2                               |
| FB         | 石田大河               | 日本体育大                 |                                 |
| UTB        | シルヴィアン・マフーザ | ノースウエスト大           |                                 |
| UTB        | イズラエル・フォラウ   | ？                         | 73 （豪州）                     |

## 過去の所属選手
| - アダム・パーカー - マーク・ジェラード (FB) - アダム・ウォレスハリソン - ヤコブス・ポールス・ネル (CTB) - オリバー・サンダーズ (SO、フィリピン代表) - 内山浩文 (CTB・WTB) - 角谷洋平 (No.8) - 加藤昭仁 (HO、日本代表) - クレイグ・ウィング (CTB、日本代表) - 木曽一 (LO、日本代表) - 君島良夫 (SO) - 栗原徹 (WTB・FB、日本代表) - 小嶋信哉 (LO・FL、元バスケットボール選手のラグビー選手) - 猿田智広 (HO) - 冨沢智也 (SO・CTB) - 濱田宇功 (HO) - マット・サンダース (SO、フィリピン代表) - トッド・クレバー (FL、アメリカ代表) - アレサナ・トゥイランギ (WTB、サモア代表) - 帯谷大介 (SO・CTB) - 伊藤拓巳 (WTB) - 岡健二 (SH) - 山下大悟 (CTB) - 秋葉俊和 (PR) - 馬屋原誠 (LO) - 甲斐尚哉 (PR) - 川本祐輝 (SO) - 小林訓也 (FL) - 小峰徹也 (FL) - 斉藤展士 (PR) - 佐藤晴紀 (FB) - 諸葛彬 (CTB) - ハヴィリ・リチャードアファ (CTB) - 山崎章平 (No.8) - 佐藤勇人 (PR) - 石神勝 (LO) - 八藤後裕太 (LO) - エルトン・ヤンチース (SO) - 西村渉 (SO) - 菊池功一郎 (WTB) - 高悠也 (WTB) - フランクリン・カルゲイ (WTB) - マックス・ウッドワード (WTB) - 小川優輔 (FB) - 友井川拓 (SH) - 種本直人 (HO) | - 杉浦直人 (LO) - ルテル・ラウララ (UTB) - 沼尻大輝 (FB) - 白隆尚 (HO) - 楢山直幸 (PR) - 溝口裕哉 (CTB) - 小野寛智 (SO) - アレックス・マフィ (HO) - ガース・エイプリル (FB) - ラーボニ・ウォーレンボスアヤコ (No.8) - 小倉順平 (SO) - 小野慎介 (PR) - 須藤拓輝 (HO) - マルコム・マークス (HO) - ロスアイザック (LO) - ロバート・クルーガー (LO) - アマナキ・レレィ・マフィ (No.8) - レイルアマーフィー (PR) - 申友城 (PR) - ルイス・コンラディー (LO) - ヴィリー・ブリッツ (No.8) - 山下弘資 (No.8) - クリスチャン・リアリーファノ (SO) - ピリ・パラオネ (SO) - フレッチャー・スミス (SO) - 大芝優泰 (WTB) - 鶴谷知憲 (CTB) - トロケマイケル (CTB) - 鶴谷昌隆 (FL) - 池田悠希 (CTB) - 牧野内翔馬 (LO) - ヘンリーブラッキン (WTB) - 張容興 (WTB、韓国代表)) - 前田土芽 (SO・CTB、日本代表) - 山田章仁 (WTB、日本代表)) - アナル・ランギ (HO) - カラム・マクドナルド (LO) - シオネ・ヘマロト・アフェムイ (FL・No.8) - 鶴田諒 (SH・WTB) - 栗原大介 (FL・No.8) - 小泉将 (WTB) - 光井勇人 (SH) - 目崎啓志 (LO・FL) - 湯本睦 (SH) - 喜連航平 (SO) - 斉田倫輝 (FL) - 山口達也 (HO) |
| [icon] | この節の加筆が望まれています。 |